# Tomme au foin
La tomme au foin est un fromage dont la fabrication s'effectue en Picardie, entre pays de Bray et Beauvaisis.

## Historique
En Picardie, pendant la Révolution française, les Tableaux du Maximum, qui limitaient le prix de vente des denrées courantes, font état de « fromages frais au foin » produits à Clermont de l’Oise, en 1793.
La mention de la Tomme au foin et de son mode de fabrication apparaît dans l’ouvrage de A. F. Pouriau, La Laiterie, art de traiter la lait, de fabriquer le beurre et les principaux fromages français et étrangers, paru en 1888. La zone de production est située en bordure du pays de Bray.
C’est en faisant appel aux habitants par voie de presse en 1993 que Jean-Marie Beaudoin, associé à sa famille, a fait rejaillir la recette originelle de l’oubli.
Ce fromage doit son origine au fait que les fermiers de la région, par gain de place, glissaient les meules de fromage dans les meules de foin, laissant le temps au premier de s'affiner, et au second de sécher. L'ensemble était ensuite chargé dans les charrettes qui parcouraient ainsi les marchés régionaux.

## Caractéristiques
Il s'agit d'un fromage au lait de vache cru qui pèse entre 1,5 kg et 2 kg. C'est un fromage de garde, à caillé dur, semi-pressé, qui se consomme au bout d'un affinage de 2 a 3 mois.
L'originalité de ce dernier est qu'il est affiné dans une meule de foin. Le foin a l'avantage de conserver l'humidité du fromage et le protège des agressions extérieures. Il peut donc poursuivre son affinage en dehors d'une cave.
Cela lui donne également son goût de foin et de noix.
Il existe une variante, la tomme au cidre, dont la croûte est lavée avec du cidre. Aujourd'hui, la tomme au foin et la tomme au cidre sont produites à la Fromagerie Jean-Marie BEAUDOIN à Orsimont (60650 Villers sur Auchy) et à la fromagerie de la chapelle saint jean à Grémévillers (Oise).

## Prix et décorations
- Médaille d'or 1994, d'argent 2005, de bronze 2006 au concours agricole de La Capelle pour la fromagerie de la chapelle saint jean
- Grand prix de l’Académie nationale de Cuisine 2003.pour la fromagerie de la chapelle saint jean
- médaille d'argent au concours agricole de Paris 2008 pour la fromagerie de la chapelle saint jean
- 2023 - médaille d'argent au mondial du fromage de Tours pour la fromagerie de la chapelle saint jean